# Pteropurpura
Pteropurpura is een geslacht van weekdieren uit de klasse van de Gastropoda (slakken).

## Soorten
- Pteropurpura benderskyi Emerson & D'Attilio, 1979
- Pteropurpura bequaerti Clench & Pérez Farfante, 1945
- Pteropurpura centrifuga (Hinds, 1844)
- Pteropurpura dearmata (Odhner, 1922)
- Pteropurpura deroyana Berry, 1968
- Pteropurpura erinaceoides (Valenciennes, 1832)
- Pteropurpura esycha (Dall, 1925)
- Pteropurpura fairiana (Houart, 1979)
- Pteropurpura festiva (Hinds, 1844)
- Pteropurpura macroptera (Deshayes, 1839)
- Pteropurpura modesta (Fulton, 1936)
- Pteropurpura plorator (A. Adams & Reeve, 1845)
- Pteropurpura sanctaehelenae (E. A. Smith, 1890)
- Pteropurpura stimpsoni (A. Adams, 1863)
- Pteropurpura trialata (G. B. Sowerby II, 1834)
- Pteropurpura vokesae Emerson, 1964

### Synoniemen
- Pteropurpura (Pteropurpura) Jousseaume, 1880 => Pteropurpura Jousseaume, 1880
  - Pteropurpura (Pteropurpura) benderskyi Emerson & D'Attilio, 1979 => Pteropurpura benderskyi Emerson & D'Attilio, 1979
  - Pteropurpura (Pteropurpura) bequaerti Clench & Pérez Farfante, 1945 => Pteropurpura bequaerti Clench & Pérez Farfante, 1945
  - Pteropurpura (Pteropurpura) centrifuga (Hinds, 1844) => Pteropurpura centrifuga (Hinds, 1844)
  - Pteropurpura (Pteropurpura) dearmata (Odhner, 1922) => Pteropurpura dearmata (Odhner, 1922)
  - Pteropurpura (Pteropurpura) deroyana Berry, 1968 => Pteropurpura deroyana Berry, 1968
  - Pteropurpura (Pteropurpura) erinaceoides (Valenciennes, 1832) => Pteropurpura erinaceoides (Valenciennes, 1832)
  - Pteropurpura (Pteropurpura) esycha (Dall, 1925) => Pteropurpura esycha (Dall, 1925)
  - Pteropurpura (Pteropurpura) fairiana (Houart, 1979) => Pteropurpura fairiana (Houart, 1979)
  - Pteropurpura (Pteropurpura) festiva (Hinds, 1844) => Pteropurpura festiva (Hinds, 1844)
  - Pteropurpura (Pteropurpura) macroptera (Deshayes, 1839) => Pteropurpura macroptera (Deshayes, 1839)
  - Pteropurpura (Pteropurpura) modesta (Fulton, 1936) => Pteropurpura modesta (Fulton, 1936)
  - Pteropurpura (Pteropurpura) plorator (A. Adams & Reeve, 1845) => Pteropurpura plorator (A. Adams & Reeve, 1845)
  - Pteropurpura (Pteropurpura) sanctaehelenae (E. A. Smith, 1890) => Pteropurpura sanctaehelenae (E. A. Smith, 1890)
  - Pteropurpura (Pteropurpura) stimpsoni (A. Adams, 1863) => Pteropurpura stimpsoni (A. Adams, 1863)
  - Pteropurpura (Pteropurpura) trialata (Sowerby, 1834)=> Pteropurpura trialata (G. B. Sowerby II, 1834)
  - Pteropurpura (Pteropurpura) vokesae Emerson, 1964 => Pteropurpura vokesae Emerson, 1964
  - Pteropurpura (Pteropurpura) expansa (G. B. Sowerby II, 1860) => Pteropurpura plorator (A. Adams & Reeve, 1845)
- Pteropurpura (Calcitrapessa) Berry, 1959 => Calcitrapessa Berry, 1959
  - Pteropurpura (Calcitrapessa) leeana (Dall, 1890) => Calcitrapessa leeana (Dall, 1890)
- Pteropurpura (Ceratostoma) Herrmannsen, 1846 => Ceratostoma Herrmannsen, 1846
  - Pteropurpura (Ceratostoma) vespertilio Kuroda in Kira, 1959 => Timbellus vespertilio (Kuroda in Kira, 1959)
- Pteropurpura (Ocinebrellus) Jousseaume, 1880 => Ocinebrellus Jousseaume, 1880
  - Pteropurpura (Ocinebrellus) falcata (G. B. Sowerby II, 1834) => Ocinebrellus falcatus (G. B. Sowerby II, 1834)
  - Pteropurpura (Ocinebrellus) inornata (Récluz, 1851) => Ocinebrellus inornatus (Récluz, 1851)
- Pteropurpura (Poropteron) Jousseaume, 1880 => Poropteron Jousseaume, 1880
  - Pteropurpura (Poropteron) debruini (Lorenz, 1989) => Poropteron debruini Lorenz, 1989
  - Pteropurpura (Poropteron) graagae (Coen, 1943) => Poropteron graagae (Coen, 1943)
  - Pteropurpura (Poropteron) incurvispina Kilburn, 1970 => Poropteron graagae (Coen, 1943)
  - Pteropurpura (Poropteron) joostei Lorenz, 1990 => Poropteron quinquelobatus (G. B. Sowerby II, 1879)
  - Pteropurpura (Poropteron) multicornis Houart, 1991 => Poropteron multicornis (Houart, 1991)
  - Pteropurpura (Poropteron) quinquelobata (G. B. Sowerby II, 1879) => Poropteron quinquelobatus (G. B. Sowerby II, 1879)
  - Pteropurpura (Poropteron) transkeiana Houart, 1991 => Poropteron transkeianus (Houart, 1991) (basionym)
  - Pteropurpura (Poropteron) uncinaria (Lamarck, 1822) => Poropteron uncinarius (Lamarck, 1822)
- Pteropurpura adunca (G. B. Sowerby II, 1834) => Pteropurpura falcata (G. B. Sowerby II, 1834) => Ocinebrellus falcatus (G. B. Sowerby II, 1834)
- Pteropurpura capensis (Sowerby II, 1841) => Pteropurpura uncinaria (Lamarck, 1822) => Poropteron uncinarius (Lamarck, 1822)
- Pteropurpura debruini (Lorenz, 1989) => Poropteron debruini Lorenz, 1989
- Pteropurpura falcata (G. B. Sowerby II, 1834) =>  Ocinebrellus falcatus (G. B. Sowerby II, 1834)
- Pteropurpura graagae (Coen, 1943) =>  Poropteron graagae (Coen, 1943)
- Pteropurpura incurvispina Kilburn, 1970 => Poropteron graagae (Coen, 1943)
- Pteropurpura leeana (Dall, 1890) => Calcitrapessa leeana (Dall, 1890)
- Pteropurpura multicornis Houart, 1991 => Poropteron multicornis (Houart, 1991)
- Pteropurpura quinquelobata (G. B. Sowerby II, 1879) => Poropteron quinquelobatus (G. B. Sowerby II, 1879)
- Pteropurpura transkeiana Houart, 1991 => Poropteron transkeianus (Houart, 1991)
- Pteropurpura uncinaria (Lamarck, 1822) => Poropteron uncinarius (Lamarck, 1822)